# Escorpião-do-nordeste
O escorpião-do-nordeste (Tityus stigmurus) é uma espécie de escorpião comum na Região Nordeste do Brasil. 
Tem coloração de camuflagem amarelada, para se confundir com o solo arenoso das regiões áridas em que habita. É facilmente identificado por possuir um triangulo de coloração negra sobre o cefalotórax, acompanhado de uma faixa, de coloração também escura, ao longo do corpo.
Mede em torno dos 7 cm de comprimento e se alimenta principalmente de insetos, aranhas e outros escorpiões. Como a maioria dos escorpiões, tem hábitos noturnos, sua visão é péssima e ele se orienta por pelos sensoriais, espalhados por todo o corpo, que percebem vibrações tanto do solo quanto do ar.
Reproduzem-se quase que em sua totalidade por partenogênese, ou seja, não há a necessidade de um macho para acasalar. Apesar disso, existem machos e fêmeas, mas o aparecimento de machos é raro. As fêmeas dão à luz em média de 8 a 14 filhotes.
A espécie é adaptada à vida em ambiente urbano e pode coabitar com seres humanos atraída pela presença de insetos e pela facilidade de abrigo. Uma forma de evitar o aparecimento dessa espécie é manter os objetos de casa sempre em locais arejados e livres de umidade, além de eliminar os locais onde possa haver proliferação de baratas, que são o seu principal alimento das áreas urbanas.
A picada é dolorosa e necessita de cuidados médicos especialmente em crianças, idosos, pessoas com algum quadro de baixa imunidade ou fragilizadas por outras doenças.
Vivem em ambientes úmidos e quentes, como casas de barro e madeira acumulada.